# NGC 1588
NGC 1588 is een elliptisch sterrenstelsel in het sterrenbeeld Stier. Het hemelobject werd op 19 december 1783 ontdekt door de Duits-Britse astronoom William Herschel.

## Synoniemen
- PGC 15340
- UGC 3064
- KCPG 99B
- MCG 0-12-37
- MK 616
- ZWG 393.29
- 2ZW 12
- NPM1G +00.0155